# Takamahak
Takamahak oder Takamahaka ist eine Bezeichnung für ein Harz, das aus verschiedenen tropischen Bäumen gewonnen wurde. Der Name kommt über spanisch  tacamahaca und tacamaca aus dem Nahuatl tecamaca. Das Harz wird heute in Europa nicht mehr verwendet.
Aufgrund verschiedener Herkünfte wurden zwei Arten unterschieden, die sich beide durch einen aromatischen Duft, besonders beim Verbrennen, auszeichnen. Das westindische, amerikanische oder gewöhnliche Takamahak stammte von den Baumarten Bursera tomentosa und Bursera excelsa. Es wird als fest, spröde, undurchsichtig, hell- oder graubraun beschrieben. Der Geruch ist angenehm, lavendel- oder balsamartig.
Das ostindische, orientalische oder echte Takamahak (englisch Tamanu oil) stammt vom weit verbreiteten Calophyllum inophyllum. Davon unterschieden wird noch das Réunion- oder Madagaskar-Takamahak, auch Marienbalsam genannt, dieses stammt von Calophyllum tacamahaca und Indisches Takamahak  Calophyllum apetalum. Diese Harze sind balsamartig und kamen in Kürbis- oder Muschelschalen in den Handel. Auch ihr Geruch wird als angenehm lavendelartig beschrieben, die Farbe als gelbliche oder grün.
Verwendet wurde das Harz als Räucherwerk oder zu medizinischen Zwecken. Samuel Hahnemann schreibt schon 1799 in seinem Apothekerlexikon, dass davon „aber oft der beträchtlichste Schaden entstanden ist“, das Encyclopädische Wörterbuch der medicinischen Wissenschaften stellt 1831 fest: „Es wird wohl gar nicht mehr gebraucht“.
Neben der Pflanzenart Calophyllum tacamahaca ist auch die Sektion der Balsampappeln Tacamahaca benannt.
Auch wird Protium heptaphyllum als Kolumbianisches Takamahak bezeichnet, welches auch als Elemi und Copal gilt.